# Пингвины мистера Поппера
«Пингвины мистера Поппера» (англ. Mr. Popper's Penguins) — классическая американская детская книга, написанная Ричардом и Флоренс Этуотер, с иллюстрациями Роберта Лоусона, впервые опубликованная в 1938 году. В ней рассказана история бедного маляра по имени мистер Поппер и его семьи, живущей в маленьком городке Стиллуотер в 1930-х гг. Попперы неожиданно становятся владельцами пингвина, капитана Кука. Затем они берут самку пингвина из зоопарка, после чего она и капитан Кук производят потомство — 10 пингвинят. В скором времени надо будет что-то сделать, чтобы пингвины не выжили Попперов из дому.

## Реакция критиков
Книга получила в основном положительные отзывы критиков и считается классикой. Сайт Common Sense Media отметил, что остроумные каламбуры и веселые персонажи способствовали тому, что книга стала популярна у детей. Однако, в рецензии Kirkus Reviews, опубликованной в 1938 году, было написано следующее: «Это глупая история, и я не думаю, что дети сочтут её смешной.»

## Награды
- В 1939 году книга получила почётный диплом Премии Джона Ньюбери[3].
- В 1941 году получила Young Reader's Choice Award[4].
- В 1958 году была удостоена премии «Полка Льюиса Кэрролла».

## Адаптации

### Экранизация
В 2011 году вышла экранизация книги с Джимом Кэрри в роли мистера Поппера и Карлой Гуджино, снятая кинокомпанией 20th Century Fox.

### Постановки в театре
Книга также послужила в качестве литературной основы различных театральных постановок.

## Продолжение
В 2020 году вышла книга Элиота Шрефера, являющаяся продолжением книги 1938 года.